# Voedselpiramide
Een voedselpiramide is een diagram waarin de biomassa van elk trofisch niveau is uitgezet. Er ontstaat een piramidevorm doordat slechts een deel van de biomassa van het ene niveau in het volgende trofische niveau terechtkomt.
Producenten (autotrofe organismen) leggen zonne-energie door de primaire productie vast in biomassa. Een deel daarvan dient als voedsel voor consumenten van de 1ste orde (fytofagen of herbivoren en omnivoren). Zij dienen weer als voedsel voor de consumenten van de 2de orde (carnivoren en omnivoren). Elke laag wordt een trofisch niveau genoemd (Grieks; trophein = voeden).

## De trofische niveaus
Een trofisch niveau is de hiërarchische positie van een organisme in een voedselweb of in een voedselketen. Ieder willekeurig ecosysteem en iedere levensgemeenschap kan worden opgedeeld in opeenvolgende trofische niveaus. Van de basis tot de top zijn dat achtereenvolgens de: 
- Autotrofe ('zelf voedende') organismen of producenten; vooral algen en landplanten.
- Heterotrofe organismen (betrekken voedingsstoffen uit organisch materiaal afkomstig van andere organismen):
  - primaire consumenten, herbivoren zoals runderen, en plantenparasieten zoals maretak (een halfparasiet) en bremraap.
  - secundaire consumenten: carnivoren, zoals parasieten en roofdieren.
  - tertiaire consumenten: carnivoren: bijvoorbeeld roofdieren.
  - reducenten (of destruenten): bijvoorbeeld bacteriën en schimmels.

De werkelijke structuur is een meer complex voedselweb met voedselketens, die verschillende schakels gemeenschappelijk hebben.
- Herbivoren nemen micro-organismen, en vaak ook kleine dieren mee op met hun hoofdvoedsel.
- Roofdieren eten meestal zowel herbivoren als carnivoren.
- Parasieten komen voor in alle hogere trofische niveaus.

Meestal zijn er hoogstens vijf trofische niveaus te herkennen. Door dissimilatie, ontlasting, oneetbare delen en energieverlies als warmte is niet alle biomassa van het ene trofische niveau beschikbaar voor het volgende niveau. Naar "boven" toe neemt dus de hoeveelheid biomassa af, zoals beschreven in de Wet van Lindeman.
Het trofische niveau kan worden afgeleid uit de verhouding tussen stabiele stikstofisotopen (14N en 15N). Omdat 15N meer wordt vastgehouden in een organisme en 14N eerder wordt uitgescheiden loopt het aandeel 15N op per trofisch niveau. Hierdoor is onderzoek van de maaginhoud niet langer noodzakelijk om de plaats van een dier in de voedselketen vast te stellen, maar kan worden volstaan met analyse van weefsel van het dier in een massaspectrometer.